# NGC 1256
NGC 1256 ist eine Elliptische Galaxie vom Hubble-Typ E/SB0 im Sternbild Eridanus am Südsternhimmel. Sie ist schätzungsweise 189 Millionen Lichtjahre von der Milchstraße entfernt und hat einen Durchmesser von etwa 60.000 Lichtjahren.

Im selben Himmelsareal befinden sich u. a. die Galaxien NGC 1258 und IC 1898.
Das Objekt wurde am 13. November 1835 von dem Astronomen John Herschel entdeckt.